# Ternstroemia quinquepartita
Ternstroemia quinquepartita är en tvåhjärtbladig växtart som beskrevs av Hipólito Ruiz López och Pav. Ternstroemia quinquepartita ingår i släktet Ternstroemia och familjen Pentaphylacaceae. Inga underarter finns listade i Catalogue of Life.